# Nevěsta přes internet
Nevěsta přes internet (v britském originále Birthday Girl) je britsko-americká filmová komedie z roku 2001. Režisérem filmu je Jez Butterworth. Hlavní role ve filmu ztvárnili Nicole Kidman, Ben Chaplin, Vincent Cassel, Mathieu Kassovitz a Kate Lynn Evans.

## Obsazení
| Nicole Kidman       | Sophia/Nadia     |
| Ben Chaplin         | John Buckingham  |
| Vincent Cassel      | Alexei           |
| Mathieu Kassovitz   | Jurij            |
| Kate Lynn Evans     | Clare            |
| Stephen Mangan      | bankovní manažer |
| Alexander Armstrong | Robert Moseley   |
| Sally Phillips      | Karen            |